# Lake Argyle
Lake Argyle är en sjö i Australien. Den ligger i delstaten Western Australia, omkring 2 200 kilometer nordost om delstatshuvudstaden Perth. Lake Argyle ligger 87 meter över havet. Arean är 838 kvadratkilometer. Den sträcker sig 54,8 kilometer i nord-sydlig riktning, och 45,9 kilometer i öst-västlig riktning.
Trakten runt Lake Argyle är nära nog obefolkad, med mindre än två invånare per kvadratkilometer. Genomsnittlig årsnederbörd är 917 millimeter. Den regnigaste månaden är februari, med i genomsnitt 230 mm nederbörd, och den torraste är juni, med 2 mm nederbörd.